# Parque Previdência

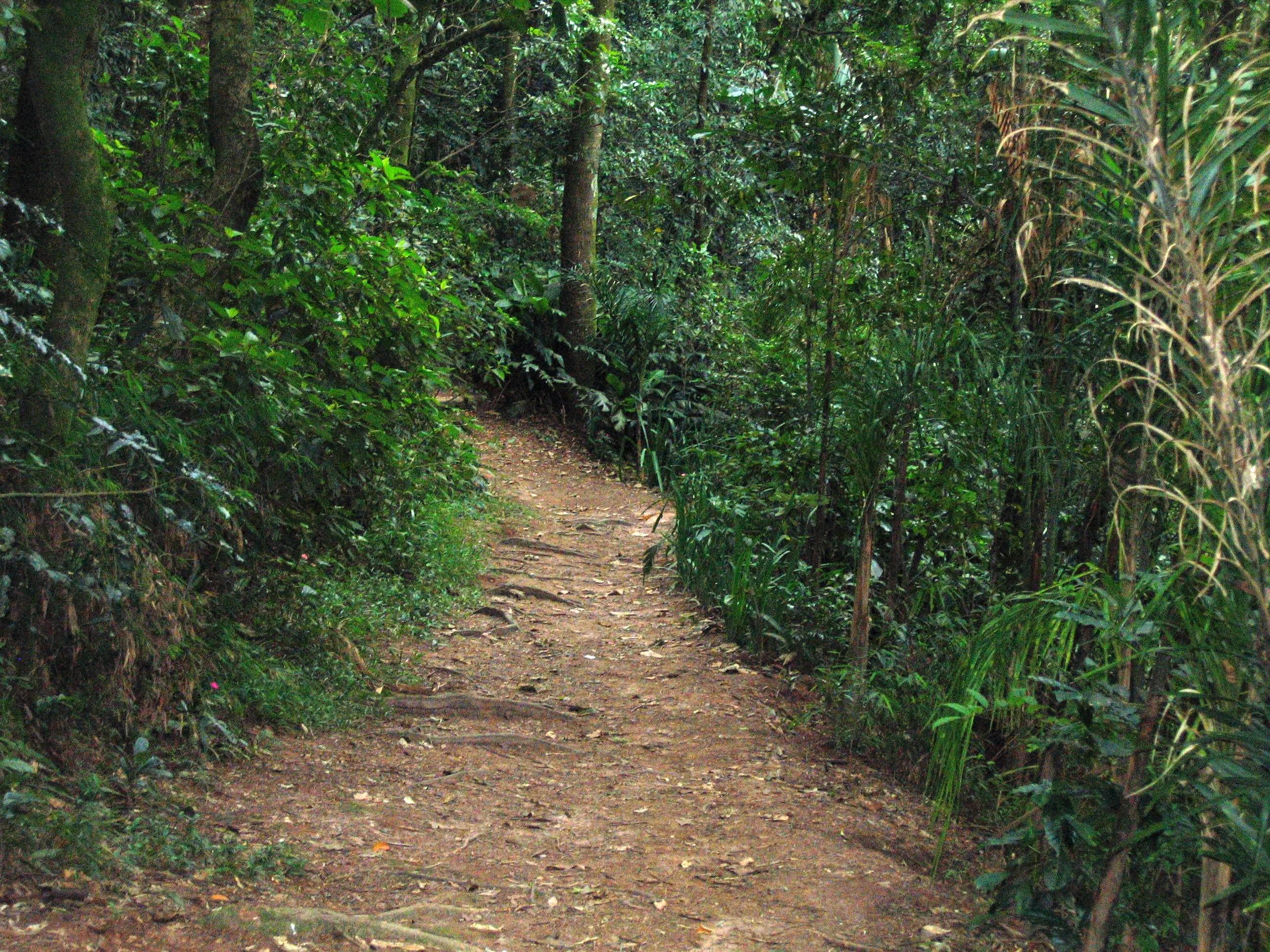
Trilha do Jequitibá situada no parque.

O Parque Previdência é um parque municipal situado na Zona Oeste de São Paulo no bairro da Previdência, próximo à Rodovia Raposo Tavares. Possui uma área de 91.500m².
Foi fundado em 21 de setembro de 1979. O parque recebeu este nome por que o Instituto de Previdência do Estado de São Paulo (IPESP) adquiriu estas terras no anos de 1950. 
Parte destas terras foi transferida para a prefeitura de São Paulo, onde no passado havia um reservatório e uma estação de tratamento de água que abastecia o bairro até o ano de 1968, quando este passou a receber água encanada de outra estação.
Em junho de 1986 a prefeitura criou o seu primeiro Centro de Educação Ambiental – CEA – no Parque Previdência com o objetivo de divulgar a preservação do meio ambiente. Foi aproveitando a antiga casa de bombas e a estação de tratamento de água existente no local. 
Apesar do parque possuir uma grande área, a maioria dela é fechada ao acesso do público. O parque está localizado em uma encosta íngreme e a sua entrada fica situada próxima à rodovia Raposo Tavares, na parte mais elevada do terreno. Nela estão situados um playground, um local para piquenique e a sede da administração.
Na sua parte posterior, o parque continua em um piso superior acessível através de uma escadaria. Nele existe um pequeno playground, acesso a trilha do Jequitibá e uma antiga entrada do parque, atualmente desativada. Nesta área também estão localizados os antigos edifícios da estação de tratamento de água, agora adaptados para as novas funções do CEA.  
Também é sediado no parque o Grupo Escoteiro Raposo Tavares 254/SP, fundado em 21 de junho de 1980.  
O parque possui uma trilha denominada Trilha do Jequitibá que em seu percurso cruza com a árvore que lhe dá o nome. Seu trajeto apresenta algumas variantes, sendo que o percurso termina no ponto onde se inicia. Todo o trajeto o piso é de terra, com algumas cercas de madeiras nos pontos mais íngremes.
O Parque Previdência fica a algumas centenas de metros do outro parque municipal Parque Luís Carlos Prestes.
O parque não apresenta pistas de cooper ou ciclismo. Seu acesso é considerado um pouco desfavorável porque está situado próximo à rodovia Raposo Tavares. o que impede o fluxo de pessoas de uma lado para o outro da via. O seu estacionamento é externo.

## Flora
Existe no local uma densa vegetação remanescente de Mata Atlântica. Nela predominam árvores, arbustos, cipós, musgos e epífitas.
Entre as espécie existem: o jequitibá, o cedro, a cangerana, o jacarandá-paulista, a embaúba, o pau-jacaré e o tapiá-guaçú.

## Fauna
Existem mais de cinquenta espécies de aves, incluindo o chibante, beija-flores (três espécies), gaviões, corujas, pica-paus (cinco espécies) e tucanos-de-bico-verde. Existem vários passarinhos que só habitam o interior da mata como saíras, chocas-da-mata, tiês pretos, sabiás-uma, juruviaras, sanhaços, entre outros. Entre as aves aquáticas como martim-pescador e garças. Estas últimas podem ser vistas em um cercado próximo à entrada do parque.
- Rua Pedro Peccinini, 88 - Previdência (Jardim Ademar)
- Horário de Funcionamento: Das 7h às 18h